# Tillbaka till Pompeji
Tillbaka till Pompeji är den första boken i Kim Kimselius serie om Theo och Ramona. Boken kom ut julen 1997 och i en omarbetad nyutgåva 2004.
Boken handlar om Ramona som är på klassresa i ruinstaden Pompeji. Efter ett tag mår hon illa och sätter sig för att vila och råkar somna. När hon vaknar ser hon ett levande Pompeji och inser att hon förflyttas tillbaka i tiden, till ett Pompeji före vulkanutbrottet. Hon vet vad som kommer att hända och att alla människor kommer att dö.